# Грутупс, Андрис Юльевич
Андрис Грутупс (латыш. Andris Grūtups, в советских документах Андрис Юльевич Грутупс; 5 мая 1949, Добеле — 15 июня 2014, Рига) — советский и латвийский правовед. Депутат Верховного Совета Латвийской Республики. Влиятельный адвокат, автор ряда важнейших законопроектов восстановленной Латвийской Республики, в том числе закона о денационализации недвижимости и её возвращении бывшим владельцам и их потомкам.

## Биография
В 1966 году окончил Добельскую 1-ю среднюю школу, затем был призван на службу в Советскую армию.
В 1977 году окончил с отличием юридический факультет Латвийского университета, затем и аспирантуру (1985).
В 1977 году работал прокурором отдела в прокуратуре Латвийской ССР. В 1980 году принят в члены Коллегии адвокатов, работал в юридической консультации в Сигулде. Был членом КПСС.
В 1987 году вместе с единомышленниками организовал движение за восстановление памятников павшим в борьбе за независимость Латвии и латышским стрелкам[уточнить].
В 1988 году вступил в националистический Клуб защиты среды. Как делегат от этой организации участвовал в первом конгрессе Народного фронта Латвии и был избран членом его думы и правления.
Участвовал в учреждении Латвийского общества юристов и Комитета Братского кладбища в 1988 году.
Как представитель Народного фронта в 1990 году был избран по 189 Малпилсскому избирательному округу депутатом Верховного Совета Латвийской ССР, проголосовавшего за восстановление независимости Латвии. Работал в экономической комиссии, был руководителем группы по разработке законопроекта о денационализации недвижимого имущества и его возвращении законным владельцам, в результате которого 200 тысяч жителей Латвии лишились единственного жилища. При этом он выступал против передачи собственности убитых во время Холокоста евреев еврейской общине Латвии.
После окончания срока полномочий депутата Верховного Совета Латвийской ССР стал одним из самых влиятельных и высокооплачиваемых адвокатов республики, работая в собственном, созданном ещё в 1991 году бюро. В 1994 году назначен советником президента Гунтиса Улманиса, а в 1996 году — советником премьер-министра Андриса Шкеле. Грутупса упоминают как персону, рекомендовавшую Гунтису Улманису Андриса Шкеле на должность премьер-министра, а затем участвовавшую в учреждении и финансировании предвыборной кампании Народной партии.
Его тайная власть в государстве была отражена в книге Лато Лапсы «Кухня судопроизводства. Рецепты „улаживания“ от адвоката Гутупса» (Tiesāšanās kā ķēķis. Advokāta Gūtupa «sakārtošanas» receptes). В книге под изменёнными, но узнаваемыми фамилиями были показаны известные в Латвии судьи и адвокаты, которые решают дела с выгодой для себя и своих клиентов, при этом главой адвокатской мафии представлен адвокат Гутупс, и в этой видоизменённой фамилии угадывается игра слов (по-латышски gūt — получать, приобретать). После публикации книги прокуратура завела несколько уголовных дел.
Адвокат Грутупс являлся одним из наиболее преуспевающих людей в Латвии. Лато Лапса регулярно включал его в список 550 латвийских миллионеров, невзирая на то, что по официальным данным Грутупсу не принадлежали ни доли капитала в фирмах, ни крупная недвижимость, за исключением квартиры в Риге, на улице Сколас, 12а. Однако суммы налогов, которые платил адвокат, показывали, что его доходы исчисляются миллионами.
Так, только по иску аудиторской компании BDO, которая как ликвидатор в 2005 году подала в суд на государство в связи с крахом банка «Балтия», Рижский окружной суд в 2010 году взыскал с Банка Латвии 59,9 млн латов, из которых от 6 % до 50 % причиталось адвокатскому бюро Грутупса, представлявшему в суде интересы BDO.
В 2000-е годы Грутупс занялся литературной деятельностью и был принят в Союз писателей Латвии.
15 июня 2014 года Андрис Грутупс покончил с собой, застрелившись в сердце из принадлежавшего ему пистолета из-за нестерпимых болей, которые причиняло ему заболевание раком. Тело было найдено в его квартире на ул. Вальню, 11. В момент смерти самоубийца находился дома один.
Церемония прощания прошла в Старой Гертрудинской церкви в Риге. Проводить адвоката в последний путь пришли действующий президент Латвии Андрис Берзиньш и экс-президент Гунтис Улманис, экс-премьеры Андрис Шкеле и Валдис Биркавс, академик Янис Страдыньш.
Грутупс был похоронен на Первом Лесном кладбище в Риге, сам себе заранее заказав надгробный памятник.

## Семья
Отец Андриса Грутупса известный в Латвии музыкант Юлий Грутупс оставил семью, когда младшему сыну было три года, воспитанием его практически не занимался, встречаясь с детьми (у Андриса были старшие брат и сестра) раз в год.
Юлий Грутупс в 1938 году окончил Латвийскую консерваторию, во время немецкой оккупации был призван в Латышский легион СС, а после поражения Германии попал в плен и отправился вместе с сослуживцами в ссылку на Дальний Восток. Но на тяжелых работах он пробыл только три дня, после чего создал первый в СССР джазовый оркестр — биг-бенд Тихоокеанского флота СССР во Владивостоке, ещё до оркестра Олега Лундстрема. В оркестре музицировали военнопленные на трофейных японских инструментах. Это было своеобразное соревнование СССР с США, где славился оркестр Военно-Воздушных сил под руководством Глена Миллера. В личном деле Юлия Грутупса было указано, что он являлся доверенной персоной НКВД, что его сын Андрис Грутупс вполне понимал и отразил в книге об отце.
В 1946 году Юлий Грутупс и другие бывшие легионеры, исключительно латыши, по просьбе первого секретаря ЦК Компартии Латвии Яна Калнберзина и председателя Совета министров Латвийской ССР Вилиса Лациса были освобождены и вернулись на родину. Коммунистические лидеры мотивировали свою просьбу тем, что в республике не хватает рабочих рук. Однако возвращены были только латыши, служащие легиона других национальностей остались отбывать наказание.
После возвращения в Латвию Юлий Грутупс возглавил Добельскую музыкальную школу. После развода с первой женой жил в Елгаве, руководил отделением духовых инструментов Елгавской музыкальной школы, оркестром, преподавал. Умер в 1981 году.
Добельская и Елгавская музыкальные школы проводят конкурс кларнетистов имени Юлия Грутупса.
Сестра адвоката Гита Катая стала музыкальным педагогом и хоровых дирижёром, брат Марис играл на кларнете, как и отец, играл в его оркестре и затем создал свой.
Сын адвоката Виктор Грутупс — предприниматель. Вскоре после смерти отца его вложил 2,2 млн евро в производство цукатов на предприятии Ramkalni Nordeco.

## Взгляды и оценка современников
Грутупс считал, что Латвии нужен обязательный призыв в армию и размещение американских военных баз.
Он также был уверен, что латышам нужно освободиться от «комплекса слуги»: «У большинства латышей предки были слугами в чужих поместьях. Практически все — и политики, и учёные, и все, кто называют себя сложными именами — всё же являются детьми этих кучеров и швей. И это налагает ужасную печать». Если от неё не освободиться, латыши сойдут с исторической сцены уже в XXI веке, говорил адвокат.
Публицист Сандрис Точс назвал Грутупса «латышом с большой буквы» и совестью Латвии — страны, в которой «мы все еще хотим жить и быть». «Тяжёлый характер. Но только с таким характером латыш на своей земле может держать спину прямо. Как равный равному пожимать руку русскому и еврею. Истинный латыш. С латышской, русской и литовской кровью».

## Награды
В 2000 году Грутупс был награждён орденом Трех Звезд третьей степени и Памятным знаком участника баррикад 1991 года.
В 2002 году Грутупс получил награду Дней юристов и титул «Юрист года-2002».

### Опубликованные работы
- «Kā atgūt nolaupīto : tiesisks skaidrojums par īpašumu atdošanu likumīgajiem īpašniekiem» (Memento, 1991)
- «Tiesu prakse un komentāri» (Mans Īpašums, 1994)
- «Īpašuma reforma Latvijā» (Mans Īpašums, 1995; kopā ar E. Krastiņu)
- «Civillikuma komentāri:Īpašums» (Mans īpašums, 1996; sastādītājs)
- «Tiesu prakse un komentāri. 2. grāmata» 1997
- «Tiesāšanās kā māksla» 1. daļa, (Jaunā Daugava, 2001)
- «Tiesāšanās kā māksla» 2. daļa, (Jaunā Daugava, 2002)
- «Civillikuma komentāri» 3. daļa (Tiesu namu aģentūra, 2002)
- «Beilisāde : par Mendeļa Beiļa apsūdzību rituālslepkavībā» (Atēna, 2005)
- «Ešafots : par vācu ģenerāļu tiesāšanu Rīgā» (Atēna, 2007)
- «Observators : par mākslinieka Jurģa Skulmes tiesāšanu» (Atēna, 2009)
- «Maniaks : par Staņislava Rogaļova apsūdzību seksuālos noziegumos un slepkavībās» (Atēna, 2010)
- «Катарсис». «Katarse». Автобиографическая книга (Atēna, 2014)